# Пиер Луиджи Борджия
Пиер Луиджи Борджия (на италиански: Pier Luigi Borgia, Пиер Луиджи Борджа; на испански: Pedro Luis de Borja, Педро Луис де Борха; на каталонски: Pere Lluís de Borja; на латински: Petrus Ludovicus de Boria; * 1458 или 1463, Рим, Папска държава, или Испания; † 3 септември 1488, Чивитавекия, пак там) е испански благородник и военен, 1-ви херцог на Гандия, гранд на Испания, папски син.

## Произход
Той е извънбрачен и първороден син на валенсианския кардинал Родерик Лансол де Борха (италианизирано като Родриго Борджа) (* 1431, † 1503), племенник на папа Каликст III и бъдещ папа Александър VI. Папа Сикст IV официално го признава за син на Родриго Борджия в була от 5 ноември 1481 г. Майката е неизвестна: възможно да е Ваноца Катанеи или жена преди нея. Има четири или шест полубратя и три или четири полусестри, сред които Чезаре, наречен Валентино, кардинал, политик, херцог на Валантиноа, на Романя и на Урбино, граф на Диоа, принц на Андрия и на Венафро, господар на Имола, Форли, Бертиноро и др., гонфалониер на Църквата и генерален капитан на Светата църква, Джовани, херцог на Гандия и херцог на Сеса, Лукреция, господарка на Непи, Сермонета и Басиано, господарка на Пезаро и Градара, херцогиня на Бишелие и княгиня на Салерно, и херцогиня на Ферара, Модена и Реджо, и Хофрè/Гофредо, княз на Скуилаче. 
Да не се бърка с кардинал Педро Луис де Борха Лансол де Романи (* 1472, † 1511) или с чичо си Педро Луис де Борха (* 1432, † 1458).

## Биография
Прекарва младостта си в Рим, в малкия пищен двор на амбициозния си баща си, тогава църковен вицеканцлер.
Когато през 1483 г. започва Гранадската война за повторното завоюване на последната ивица испанска земя, която все още е владение на мюсюлманите, Родриго Борджия не пропуска тази значима възможност да изтласка семейството си на вниманието на Исабела Кастилска и Фернандо II Арагонски: отговаряйки на патриотичните призиви на двамата суверени, кардиналът незабавно изпраща сина си Пиер Луиджи на голямата кръстоносна война, като набира за него, на своя сметка, силен контингент от валенсиански милиции. Сред християнската армия Пиер Луиджи скоро успява да се отличи като един от най-храбрите и ентусиазирани млади капитани: по-специално, по време на кампанията в района на Малага през 1485 г., той се откроява при превземането на крепостта Ронда, в чиято предградия влиза пръв, начело на своите войници, на 22 май. Фернандо II, който е свидетел на подвизите му, го възнаграждава на бойното поле, като дава почетната титла „егрегиус“ на него и на полубратята му Чезаре, Джовани и Гофредо. 
Това е само началото за амбициозния му баща Родриго Борджия, който през същата година купува за голяма сума от Фернандо II валенсианския феод Гандия – домът на предците на семейство Борджия, който същият суверен издига в херцогство на 3 декември 1485 г. С херцогската титла, която остава да разграничава наследствено испанския клон на семейството, Пиер Луиджи също получава титлата на Гранд на Испания и правото да седи в дворовете на Арагон, Валенсия и Каталония.
Това, което липсва сега, за да се постанови окончателното издигане на Борджиите в редиците на висшата испанска аристокрация, е голям брак, който да свърже семейството чрез роднински връзки с ограничения елит на големите национални домове. Така Пиер Луиджи е сгоден за Мария Енрикес де Луна, братовчедка на крал Фернандо II от Дом Енрикес – един от най-значимите във Валенсия. Бракът обаче е отложен поради връщането му в Рим поради неясни причини. Той така и не е сключен: Пиер Луиджи умира млад на 3 септември 1488 г. в Чивитавекия, на път за Рим, вероятно от болест. На 14 август той пише завещание, в което дава на по-малкия си полубрат Хуан Борджия Херцогство Гандия, а на полусестра си Лукреция Борджия 10 хил. флорина за зестра.
Смъртта му и фактът, че наследникът му в херцогската титла все още е само дете, несъмнено имат значителна тежест за обръщането на династическите амбиции на Родриго Борджия от Испания към Италия. През септември 1493 г. годеницата му Мария Енрикес се омъжва за полубрат му Джовани: когато той също умира през 1497 г., тя получава от папа Юлий II разрешение да премести телата на двамата мъже в Гандия.